# Catoblemma goniophora
Catoblemma goniophora là một loài bướm đêm trong họ Erebidae.